# گریت مولتون
گریت مولتون (به انگلیسی: Great Moulton) یک محله مدنی و روستا در بریتانیا است که در South Norfolk واقع شده‌است. گریت مولتون ۵٫۶۶ کیلومتر مربع مساحت و ۷۵۱ نفر جمعیت دارد.